# Anna Łajming
Anna Łajming (ur. 24 lipca 1904 w Przymuszewie w pow. chojnickim, zm. 13 lipca 2003 w Słupsku) – polska pisarka, której utwory (wspomnienia, powieści, sztuki teatralne) poświęcone są jej małej Ojczyźnie – Kaszubom z okresu sprzed I i II wojny światowej.

## Życiorys
Urodziła się w starej, zasiedziałej od wieków na Pomorzu, szlacheckiej wielodzietnej rodzinie Jana Żmuda-Trzebiatowskiego (zm. 1945) i Marianny z domu Edel (zm. 1961). Była siostrą Klary (ur. 1897), Ignacego (zm. 1901), Stefana (zm. 1901), Jana (ur. 1902), Alfonsa (ur. 1906), Maksymiliana (ur. 1908), Łucji (ur. 1910), Zofii (ur. 1912), Kunegundy (ur. 1914), Katarzyny (ur. 1916) i Józefa (ur. 1920). Ukończyła w 1919 niemiecką szkołę powszechną w Przymuszewie, następnie Szkołę Gospodarstwa Domowego w Zakładzie Świętego Boromeusza w Chojnicach. W 1922 rozpoczęła pracę w starostwie chojnickim, w latach 1924–1925 była urzędniczką Sądu Powiatowego w Sępólnie Krajeńskim. Po dwóch latach bezrobocia (przebywała u rodziny w Parzynie), podjęła pracę sekretarki w majątku ziemskim Sikorskich w Gorzędzieju nieopodal Tczewa. W latach 1929–1939 mieszkała w Tczewie, gdzie początkowo pracowała w księgowości w dziale ogłoszeń „Gońca Pomorskiego”, później poświęciła się rodzinie. Temu okresowi życia pisarka poświęciła wspomnienia Mój dom. 
Po wybuchu II wojny światowej wyjechała z dziećmi do Radziwiłłowa k. Brodów, w 1940 powrócili do Tczewa.
Po wojnie, mieszkała z rodziną w Lipuszu, od 1946 we wsi Kozy k. Czarnej Dąbrówki, później Biesowicach, a od 1953 w Słupsku. Debiutowała opowiastką Śmierć żebraka opublikowaną w 22 numerze regionalnego dwutygodnika „Kaszëbë” z 16 listopada 1958. Jej utwory opisują realia życia wiosek południowych Kaszub pod koniec zaboru pruskiego i w latach 30. XX w. Pisała po polsku wplatając w tekst kaszubskie dialogi. Od 1973 była członkiem Związku Literatów Polskich. Przez blisko ćwierć wieku była członkiem słupskiego oddziału Zrzeszenia Kaszubsko-Pomorskiego.
22–23 lipca 2000 odbył się I Literacki Rajd Rowerowy im. Anny Łajming organizowany przez Klub Turystyki Aktywnej z Brus przez miejsca, o których pisze ona w swoich wspomnieniach i opowiadaniach.
Od 17 sierpnia 1929 żona Mikołaja Łajminga (1900–1964), oficera białej armii. Matka Wiery Marii zamężnej Łuszkiewicz (ur. 1931) i Włodzimierza.
Zmarła w Słupsku, pochowana 17 lipca 2003 na Starym Cmentarzu (sektor 21B-9-9).

## Twórczość
- Szczecé (obrazek sceniczny). Wojewódzki Dom Twórczości Ludowej, Gdańsk 1959
- Miód i mleko (opowiastki kaszubskie). ZKP, Gdańsk 1971
- Symbol szczęścia (opowiastki kaszubskie). ZKP, Gdańsk 1973
- Gdzie jest Balbina? (obrazek sceniczny). ZKP, Gdańsk 1974
- Od dziś do jutra (opowiadania). Wydawnictwo Morskie, Gdańsk 1976
- Dzieciństwo (wspomnienia). Wydawnictwo Morskie, Gdańsk 1978
- Młodość (wspomnienia). Wydawnictwo Morskie, Gdańsk 1980
- Czterolistna koniczyna (powieść). Wydawnictwo Morskie, Gdańsk 1985
- Mój dom (wspomnienia). Wydawnictwo Morskie, Gdańsk 1986
- Czerwone róże (powieść). Kara Remusa, Gdańsk 1990
- Konkurent. Dwie kobiety (opowiadania). Kara Remusa, Gdańsk 1990
- Seweryna i trzy opowiastki. Kara Remusa, Gdańsk 1993
- Mrok i świt (nowele). ZKP. Słupsk 1994
- Bajki. „Pomerania”, Gdańsk 1996
- Dzieciństwo, Młodość, Mój dom (trylogia wspomnieniowa). „Pomerania”, Gdańsk 1997
- Z leśnych pustków (nowele i opowiadania). Oficyna Czëc, Gdańsk-Słupsk 2000

## Ordery i odznaczenia
- Krzyż Kawalerski Orderu Odrodzenia Polski (1983)[15][16]
- Złoty Krzyż Zasługi (12 lipca 1978)[17]
- Medal Stolema (1974)[18][19]
- Medal „Za Zasługi dla Miasta Słupska” (5 września 1984)[20]
- Odznaka „Zasłużony Działacz Kultury” (15 maja 1981)[21]

## Nagrody i wyróżnienia
- Literacka Nagroda Wojewody Słupskiego za całokształt pracy literackiej (1992)[22]
- Nagroda Gdańskiego Towarzystwa Przyjaciół Sztuki za całokształt twórczości (2000)[16]
- tytuł Honorowego Obywatela Miasta Słupska (2000)[23][24]
- odznaczenie im. księcia Bogusława X przyznane przez Radę Rodzin Trzebiatowskich (2000)[2]
- Srebrna tabakiera Abrahama (2002)[25]
- tytułu Honorowego Obywatela Gminy Brusy (pośmiertnie, 2004)[16]

## Upamiętnienie
- 3 lipca 2004 odsłonięto tablicę pamiątkową w Kaliszu, gmina Dziemiany, gdzie Anna Łajming rozpoczęła swoją działalność pisarską w domu swojej siostry Katarzyny Kąkolewskiej[2].
- 17 lipca 2004 odsłonięto tablicę pamiątkową w Przymuszewie na ścianie domu, w którym się urodziła i spędziła 16 pierwszych lat życia. Nadano Szkole Podstawowej w Przymuszewie jej imię, tam też otwarto izbę pamięci poświęconą Annie Łajming[2].
- W 2005 imieniem Anny Łajming nazwano jedną ze słupskich ulic (poprzednio ul. 9 Marca)[26].
- W 2006 Oddział Słupski Zrzeszenia Kaszubsko-Pomorskiego rozpoczął przyznawanie Medalu im. Anny Łajming[27].
- Od 2009 Anna Łajming jest patronką ulicy w Tczewie (Osiedle Witosa-Górki)[28].
- 25 października 2024 sali wystawowej Miejskiej Biblioteki Publicznej w Tczewie nadano imię Anny i Włodzimierza Łajming[29].